# Groupe révolutionnaire prolétarien
Pour les articles homonymes, voir GRP.

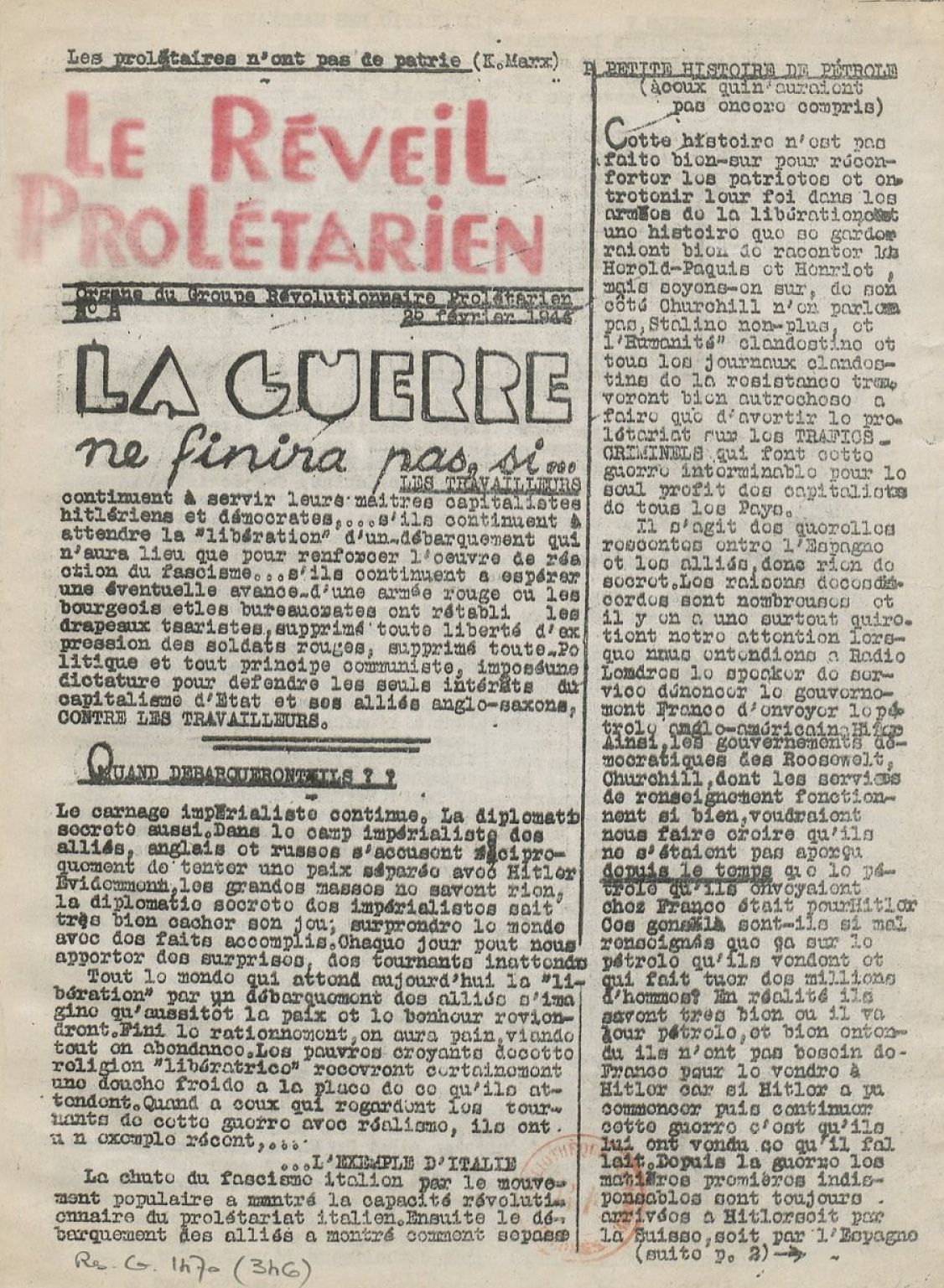
Le Réveil prolétarien, 25 avril 1944.

Le Groupe révolutionnaire prolétarien (GRP), fondé à Paris en 1942, est une organisation clandestine révolutionnaire, anticapitaliste et internationaliste, antifasciste et antistalinienne, active en France pendant la Seconde Guerre mondiale,. À partir de 1943, en plus de tracts, parfois traduits en allemand, il publie le bulletin Le Réveil prolétarien,,. Le groupe compte des militants notoires comme Pierre Lanneret, Clara et Pavel Thalmann, Anna et Jean Justus, Maximilien Rubel et Roger Bossière,,,,,,.
Se réclamant du « troisième camp internationaliste », le Groupe révolutionnaire prolétarien défend notamment le projet d'une « République internationale des conseils ouvriers ». Critiquant ce qu'il définit comme « le caractère nationaliste antiboche » de la Résistance qui commence à s’organiser, le GRP refuse de travailler avec elle.
En 1944, le GRP devient l'Union des communistes internationalistes et poursuit la publication du Réveil prolétarien, auquel succède, de 1945 à la disparition de l'UCI, en 1947, la revue théorique La Flamme.

## Éléments historiques
À la fin de l'année 1941, des militants isolés, de diverses origines (trotskystes, anarchistes ou conseillistes), se rencontrent pour renouer des contacts anciens. Un accord général se fait sur la nature impérialiste de la guerre et sur la définition de l'URSS comme un capitalisme d'État. Se forme alors, au printemps 1942, le « Groupe révolutionnaire prolétarien » (GRP), évidemment clandestin, qui pratique une résistance révolutionnaire, en éditant notamment des tracts en allemand destinés aux soldats.

Pavel et Clara Thalmann racontent la création du groupe : 

« Au printemps 1941, il n’y avait encore aucune trace d’un mouvement de résistance quelconque à Paris. Les organisations fascistes françaises, travaillant main dans la main avec les occupants, avaient partout leurs espions dans la population civile. En général, nos visiteurs venaient seuls, mais, afin de passer inaperçus, certains se faisaient accompagner par leur femme ou leur amie. Nous tentâmes de dégager une ligne générale de nos débats houleux et confus et tombâmes d’accord sur trois points : 1.- L’Union soviétique est un nouvel État impérialiste, une société de classes, fondée sur la nationalisation des moyens de production et qui n’est ni socialiste, ni capitaliste dans le sens classique de ce terme ; 2.- La guerre actuelle est une guerre impérialiste à laquelle les révolutionnaires ne peuvent participer, ni d’un côté ni de l’autre : 3.- L’objectif final de la doctrine socialiste est encore valable, mais le mouvement ouvrier tel qu’il existait jusqu’à présent, est mort. Un nouveau surgira des cendres de la guerre et devra chercher sa propre voie, en se démarquant totalement du parti bolchevik. »

Se réclamant du « troisième camp internationaliste », le Groupe révolutionnaire prolétarien défend notamment le projet d'une « République internationale des conseils ouvriers ».
Critiquant ce qu'il définit comme « le caractère nationaliste antiboche » de la Résistance qui commence à s’organiser, le GRP refuse de travailler avec elle, à l’exception de quelques liaisons pratiques et de contacts avec d’autres groupes révolutionnaires. Cette attitude protège le CRP de l’infiltration d’indicateurs et de toute arrestation.
Au printemps 1944, le GRP devient l’« Union des communistes internationalistes pour la IVe Internationale » (UCI). Il poursuit son activité après la Libération. Jusqu'en janvier 1945, le groupe fait paraître seize numéros du bulletin Le Réveil prolétarien, puis, de 1945 à 1947, cinq ou six numéros d'une revue théorique, La Flamme. Dans les deux derniers numéros de La Flamme, l'évolution vers le communisme de conseils apparaît nettement. Le groupe disparaît en 1947.

### Personnalités marquantes
Les principaux militants étaient : Pavel Thalmann (Laroche), Clara Thalmann, Pierre Lanneret (Camille), Maximilien Rubel, Raymond Hirzel (dit Raymond Bourd ou Gaspard), et Roger Bossière.